# Etheendion
Etheendion (of ethyleendion, dikoolstofdioxide, etheen-1,2-dion) is een chemische verbinding met de formule {\displaystyle {\ce {C2O2}}}, of met meer nadruk op de structuur: {\displaystyle {\ce {O=C=C=O}}}. Het is een oxide van koolstof, een koolstofoxide. Het kan beschouwd worden als het via de koolstof-atomen met elkaar verbonden dimeer van koolstofmonoxide. Het kan ook beschouwd worden als de gedehydrateerde vorm van {\displaystyle {\ce {HC(O)COOH}}} (glyoxylzuur) of als een keton van {\displaystyle {\ce {O=C=CH2}}} (keteen).

## Pogingen tot de synthese van etheendion
Het bestaan van etheendion werd voor het eerst geopperd in 1913. Voor meer dan een eeuw weerstond de verbinding echter alle pogingen tot synthese en kreeg hij het pridicaat hypothetische  verbinding, op zijn best zeer instabiel.
In 2015 lukte het een researchgroep om met een laserstraal één elektron uit het overeenkomstige, stabiele eenwaardige anion {\displaystyle {\ce {C2O2^{-}}}} te schieten — en een spectroscopische karakterisering uit te voeren. Jammer genoeg bleek het gerapporteerde spectrum overeen te komen met dat van {\displaystyle {\ce {(H2C^{\dot {\ }})2CO}}}, het oxyallyldiradicaal, eerder ontstaan via een omlegging of een disproportioneringsreactie ten gevolge van de hoge-energie-omstandigheden dan via het eenvoudige elektronverlies.

## Theoretisch onderzoek
Ondanks het bestaan van een structuur die aan de octetregel voldoet, O=C=C=O, leert een MO'-beschouwing dat de laagste, bindende toestand voor etheendion een triplet zal zijn. Het is daarmee een diradicaal, vergelijkbaar met de grondtoestand van dizuurstof. Als het molecuul uit zijn evenwichtsgeometrie raakt, treedt echter een kruising op tussen de energieniveaus op waardoor een intersystem crossing naar de singlet mogelijk wordt. Dit levert een niet-gebonden grondtoestand op, die vervolgens naar twee grondtoestand {\displaystyle {\ce {CO}}}-molecullen vervalt. De voorspelde tijdschaal voor de intersystem crossing is 0,5 ns. Daarmee is eheendion een zeer instabiel, maar spectroscopisch lang genoeg bestaanbaar molecuul. Anderzijds zijn {\displaystyle {\ce {C2O2^{-}}}} en {\displaystyle {\ce {C2O2^{2-}}}} (ethyndiolaat) stabiele deeltjes.
Recente (2017) berekeningen geven aan dat in situ synthese en karakterisering van etheendion misschien mogelijk is langs lage-energie via vrije elektronen geïnduceerde enkel-molecuul chemie (low-energy free-electron induced single-molecule engineering).